# Philodromus frontosus
Philodromus frontosus este o specie de păianjeni din genul Philodromus, familia Philodromidae, descrisă de Simon, 1897. Conform Catalogue of Life specia Philodromus frontosus nu are subspecii cunoscute.